# Mantilia ehrmanni
Mantilia ehrmanni är en bönsyrseart som beskrevs av Roger Roy 1993. Mantilia ehrmanni ingår i släktet Mantilia och familjen Mantidae. Inga underarter finns listade i Catalogue of Life.